# Barbara (roman)
Barbara är en roman från 1939 av den färöiske författaren Jørgen-Frantz Jacobsen. Den utspelar sig på 1700-talet och handlar om det tragiska äktenskapet mellan Poul Aggersø, en nyexaminerad dansk präst som fått tjänst på Vågö på Färöarna, och Barbara, en ung och livlig prästänka. Figuren Barbara är inspirerad av den historiska personen Beinta Broberg.

## Tillkomst
Jacobsen fick idén till Barbara 1933 och skrev de första sidorna under vintern 1934–1935. Det blev hans enda roman och liksom hans övriga verk skrevs den på danska. Den är inspirerad av folksägnerna om Beinta Broberg (död 1752), som var gift med tre präster och förlovad med en fjärde. I legenden är Beinta enbart en destruktiv kraft som drar män i olycka, men i Jacobsens tolkning är hon en komplex person.
Boken har ett naturligt slut men är ofullbordad. Jacobsen skrev boken på sanatoriet i Vejlefjord där han vårdades för lungtuberkulos, och färdigställde vad som blev det sista kapitlet endast veckor innan han dog.

## Utgivning
Boken gavs ut postumt året efter författarens död. Den fick genast ett positivt mottagande och översattes till flera språk. En svensk översättning av Henry Peter Matthis gavs ut 1940.

## Bearbetningar

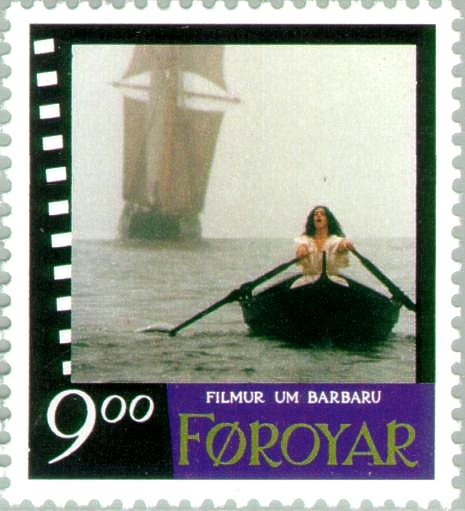
Färöiskt frimärke med Anneke von der Lippe som Barbara i filmen från 1997

Romanen är förlaga till den västtyska filmen Barbara – wild wie das Meer ("vild som havet"), utgiven 1961. Filmen regisserades av Frank Wisbar och har svenska Harriet Andersson i titelrollen. Den filmatiserades igen på 1990-talet av Nils Malmros, i en dansk-svensk-norsk samproduktion. Malmros' Barbara hade premiär 1997 och har Anneke von der Lippe och Lars Simonsen i huvudrollerna.
En dansföreställning som bygger på romanen med koreografi av Ingrid Tranum Velásquez och musik av Tróndur Bogason hade premiär 2008. Den turnerade i Färöarna, Island och Danmark under 2009. Musiken av Bogason nominerades till Nordiska rådets musikpris 2014.